# Хепберн, Джеймс, 4-й граф Ботвелл
Джеймс Хе́пбёрн (англ. James Hepburn; около 1534, Эдинбург — 14 апреля 1578, Копенгагенский замок, Копенгаген) — 4-й граф Ботвелл (в другом написании Босуэлл) в 1556—1567 годах,  1-й герцог Оркнейский, шотландский дворянин, третий муж королевы Шотландии Марии Стюарт, брак с которым привел к свержению королевы в 1567 году.

## Молодые годы
Джеймс Хепбёрн был сыном шотландского барона Патрика Хепбёрна, 3-го графа Ботвелла (1512—1556), сподвижника, вероятного любовника королевы Марии де Гиз, и его супруги Агнес Синклер (? — 1573). Продолжая политику своего отца, скончавшегося в 1556 году, Джеймс сохранял верность Марии де Гиз и поддерживал профранцузскую политику регентши в период протестантской революции 1559—1560 годов. После возвращения в Шотландию молодой королевы Марии Стюарт в 1561 году граф Ботвелл, однако, вступил в заговор с Арраном против королевы и её советников, но был схвачен и выслан из страны.
Восстание Морея в 1565 году и попытки королевы Марии расширить социальную опору её правления привели к её примирению с Ботвеллом. В октябре 1565 года Джеймс Хепберн вернулся в Шотландию и вошёл в круг наиболее приближенных к Марии Стюарт дворян. Ботвелл был назначен шерифом Эдинбурга и Хаддингтона, ему были переданы важнейшие шотландские приграничные крепости и вверена организация системы обороны против Англии. Во время заговора радикальных протестантов, приведшего к убийству Риччо в 1566 году, Ботвелл собрал крупную армию для защиты королевы.

## Ботвелл и Мария Стюарт
В то же время Мария Стюарт начала испытывать к графу чувства, далёкие от невинности. Мужественный, энергичный, решительный тридцатилетний Ботвелл резко контрастировал со слабовольным супругом королевы лордом Дарнли. По всей видимости уже осенью 1566 года страсть Марии Стюарт к Ботвеллу стала очевидным фактом. Историк и гуманист Джордж Бьюкенен, современник Марии и Ботвелла, описывает эпизод, когда поздней осенью 1566 года, в бурю, королева, узнавшая о ранении своего любовника, бросила заседания королевского суда и помчалась практически в одиночестве в его замок на английской границе.
Лорд Дарнли, ставший помехой на пути графа Ботвелла к руке Марии Стюарт, был убит 10 февраля 1567 года при подозрительных обстоятельствах. Народная молва приписала эту смерть заговору королевы и её любовника. Государственный совет пытался привлечь Ботвелла к ответственности, обвинив в убийстве Дарнли, однако графу путём силового нажима удалось добиться снятия обвинений. В конце марта 1567 года Ботвелл развёлся с женой, а уже 15 мая 1567 года состоялось бракосочетание католички королевы Марии Стюарт и приверженца Церкви Шотландии графа Ботвелла, получившего к тому времени титул герцога Оркнейского.
Убийство Дарнли и скандальный брак королевы с предполагаемым убийцей вызвал возмущение в стране. Против Марии Стюарт выступили практически все бароны Шотландии независимо от веры. Общественное мнение в стране и за её пределами также было настроено против королевы. 15 июня 1567 года королевские войска у Карберри столкнулись с армией, собранной восставшими баронами. После нескольких дней переговоров солдаты королевы дезертировали. Убедившись, что Ботвелл в безопасности покинул поле боя, Мария Стюарт сдалась на милость баронов и 24 июля 1567 года подписала отречение от престола.

## Смерть Ботвелла
Джеймс Хепберн бежал в свои владения на Оркнейские острова. Парламент, собранный после отречения Марии, обвинил Ботвелла в убийстве и измене и конфисковал его земли. Против него были направлены правительственные войска, которые вынудили Ботвелла отступить сначала на Шетлендские острова, а затем бежать в Норвегию. В Норвегии Ботвелл попал в руки родственников одной совращённой им в молодости девушки и был заключён королём Дании и Норвегии в тюрьму. Граф оставался в заключении до самой своей смерти в 1578 году.

## В культуре

### В литературе
- Стефан Цвейг. Мария Стюарт. Мария Антуанетта. — М.: Мысль, 1992. — С. 3—352. — 830 с. — ISBN 5-244-00654-1.
- Маргарет Джордж. Тайна Марии Стюарт = Mary Queen of Scotland and the Isles. — М.: Эксмо, 2014. — ISBN 978-5-699-74507-4.
- Маргарет Джордж. Ошибка Марии Стюарт = Mary Queen of Scotland and the Isles. — М.: Эксмо, 2015. — ISBN 978-5-699-75839-5.
- Маргарет Джордж. Последний танец Марии Стюарт = Mary Queen of Scotland and the Isles. — М.: Эксмо, 2015. — ISBN 978-5-699-82952-1.

### В кинематографе
- В фильме «Мария Шотландская» (1936) роль графа Ботвелла исполнил Фредрик Марч.
- В фильме «Заговор против короны» (2004) роль графа Ботвелла исполнил Кевин Маккидд.
- В фильме «Мария — королева Шотландии» (2013) роль графа Ботвелла исполнил Шон Биггерстафф.
- В сериале «Царство» (2013—2017) роль графа Ботвелла в четвёртом сезоне исполнил Адам Кроусделл.
- В фильме «Мария — королева Шотландии» (2018) роль графа Ботвелла исполнил Мартин Компстон.
- В фильме «Мария — королева Шотландии» (фильм, 1971), роль графа Ботвелла исполнил Найджел Дэвенпорт.